# 그녀가 돌아왔다
《그녀가 돌아왔다》는 2005년 6월 27일부터 2005년 8월 16일까지 방영된 한국방송공사 월화 미니시리즈이다.

## 기획 의도
결혼식을 앞둔 소령이 지병인 심장병으로 돌연사하게 되자 생물학자인 아버지에 의해 냉동인간이 되었다가 25년 뒤 깨어나게 되면서 일어나는 이야기

## 등장 인물
- 김효진 : 김소령 역
- 김주승 : 정하록 역
- 김남진 : 정민재 역
- 박진우 : 어린 정하록 역
- 서지혜 : 차주하 역
- 정욱 : 김수엽 역
- 윤소정 : 오정희 역
- 문천식 : 조감독 역
- 권혁호 : 제작사 사장 역
- 이달형 : 감독 역
- 박순천 : 정수임 역
- 진지희 : 오연두 역
- 이지훈

## 참고 사항
- 여름 사냥을 겨냥한 듯 시원스런 느낌이 드는 블루톤의 감각적인 영상미, 독특한 소재, 스피디한 극적 전개로 호평을 받았다.[1]
- 극중 정하록 역의 김주승은 제작사 디지털돔의 대표이사[2]였다.